# Квальо, Джулио Старший
Джулио Квальо Старший, или Первый (итал. Giulio Quaglio; 1601 или 1610, Лаино — 1658, Вена) — итальянский живописец, мастер фресковых росписей в архитектуре и театральный декоратор. Представитель большой потомственной семьи художников-декораторов родом из селения Лаино, расположенного между озером Комо и озером Лугано (Ломбардия).

## Биография
Джулио Квальо работал в Вене, Зальцбурге и Любляне (Словения). Росписи Джулио близки стилю прославленного венецианца Тинторетто. Его внук, Джулио Квальо Младший, родился в Лаино (провинция Комо, Ломбардия) и обосновался во Фриули (Венето) примерно в конце XVII века. Помимо отца и внука известны и другие художники, представители этой семьи — Лоренцо Квальо Старший, Джованни Мария Квальо Старший и его сын Джованни Мария Младший, Джузеппе Квальо и его сыновья: Лоренцо Младший, Симон и Доменико и их потомки, которые работали в основном в Мюнхене как театральные декораторы на протяжении XVIII—XIX веков.